# Capela real de Dreux
A Capela Real de Dreux (em francês: Chapelle Royale de Dreux), é o tradicional local de sepultamento dos membros da Casa de Orléans localizada em Dreux, na França.

## História
Na década de 1770, Luís João Maria de Bourbon, Duque de Penthièvre era um dos maiores proprietários de terras na França antes da Revolução francesa. Em 1775, as terras do condado de Dreux foram dadas por Penthièvre por seu primo, o rei Luís XVI. Em 1783, o Duque vendeu o seu domínio de Rambouillet, a Luís XVI. No dia 25 de novembro do mesmo ano, em longa procissão religiosa, Penthièvre trasferiu nove caixões contendo os restos mortais de seus pais, Luís Alexandre de Bourbon, Conde de Toulouse e Maria Vitória de Noailles, sua esposa, a princesa Maria Teresa Felicidade d'Este, e seis dos seus sete filhos, de uma pequena igreja medieval próxima ao castelo de Rambouillet, para a capela da Collégiale Saint-Étienne de Dreux.
Penthièvre morreu em março de 1793 e o seu corpo foi sepultado na cripta ao lado de seus pais. No dia 21 de novembro do mesmo ano, em meio à Revolução francesa, uma multidão profanou a cripta e jogou os dez corpos em uma vala comum no cemitério Chanoines do Collégiale Saint Étienne. Em 1816, a filha do Duque de Penthièvre, Luísa Maria Adelaide de Bourbon, Duquesa de Orléans, construiu uma nova capela no local da vala comum do cemitério Chanoines, como o lugar de descanso final para sua família. Em 1830, Luís Filipe I, Rei dos franceses, filho da Duquesa de Orléans, decorou e ampliou a capela, que foi renomeada para a Capela Real de Dreux, agora a necrópole da Família Real Orléans.

## Lista de sepultamentos
Entre os setenta e cinco membros enterrados na nova capela estão:
1. Luís Alexandre, Conde de Toulouse (1678-1737)
2. Marie-Victoire de Noailles (1688-1766) esposa do acima.
3. Louis Jean-Marie de Bourbon, Duque de Penthièvre (1725-1793)
4. A princesa Maria Teresa Felicitas de Modena (1726-1754) esposa do acima.
5. Luís Maria, o Duque de Rambouillet (1746-1749).
6. Luís Alexandre, Príncipe de Lamballe (1747-1768).

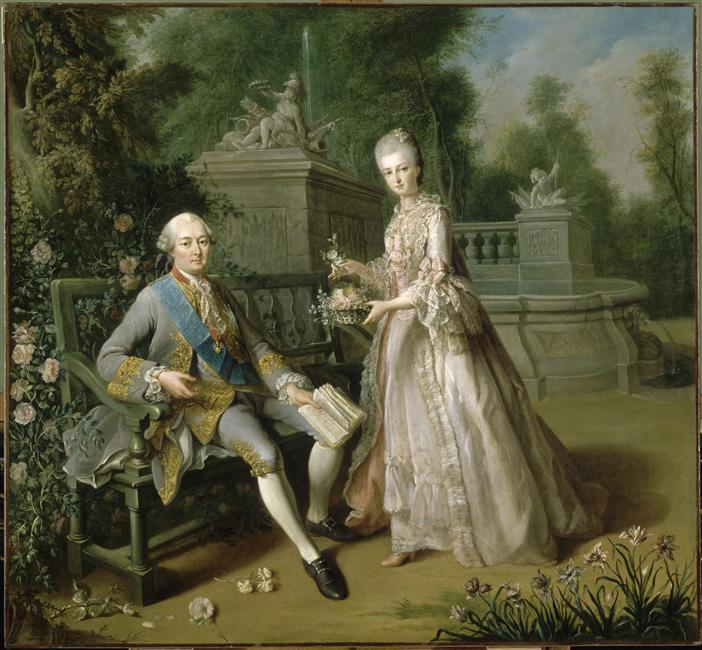
O Duque de Penthièvre e sua filha, a futura Duquesa de Orléans em por volta de 1768, por Jean Baptiste Charpentier le Vieux

1. Jean Marie, Duque de Châteauvillain (1748-1755).
2. Vincent Marie Louis de Bourbon (1750-1752).
3. Maria Luísa de Bourbon (1751-1753).
4. Louise Marie Adélaïde de Bourbon (1753-1821).
5. Louis Marie Felicidade de Bourbon (1754).
6. Louis François Joseph, Príncipe de Conti (1734-1814)
7. O coração de Philippe d'Orléans, Duque de Orleans, Regente da França de Luís XV de França (1674-1723).
8. Luís Filipe I, Rei da França (1773-1850).
9. A princesa Maria Amélia das Duas Sicílias(1782-1866) esposa do acima.
10. António Filipe, Duque de Montpensier (1775-1807).
11. Princesa Adélaïde de Orléans (1777-1847).
12. Françoise d'Orléans (Mademoiselle d'Orléans) (1777-1782).
13. Louis Charles, Conde de Beaujolais (1779-1808).
14. Fernando Filipe, Duque de Orleães (1810-1842)
15. Duquesa Sophie Charlotte na Baviera (1847-1897)
16. Duquesa Helena de Mecklenburg-Schwerin (1814-1858) esposa do acima.
17. Charles, Duque de Penthièvre (1820-1828).
18. Prince Henri, Duque de Aumale, (1822-1897)
19. Maria Carolina das Duas Sicílias (1822-1869) esposa do acima.
20. Louis, Príncipe de Condé (1845-1866)
21. Léopold Filipe, Duque de Guise (1847-1847)
22. Francisco Paulo d'Orléans, Duque de Guise (1852-1852)
23. Francisco Luís, Duque de Guise (1854-1872)
24. Antônio Gastão de Orléans e Bragança (1881-1918) - Príncipe do Brasil
25. Luís Maria Filipe de Orléans e Bragança (1878-1920) - Príncipe Imperial do Brasil
26. Maria Pia de Bourbon-Duas Sicílias (1878-1973) - Princesa Imperial Consorte do Brasil
27. Henrique de Orléans (1908–1999) (1908-1999) - Conde de Paris e pretendente orleanista ao trono francês
28. Isabel de Orléans e Bragança (1911-2003) Condessa de Paris e Princesa de Orléans e Bragança.
29. O príncipe François Gaston, Duque de Orléans - (1935-1960)
30. Príncipe Thibaut, Conde de La Marche - (1948-1983)
31. Bathilde d'Orléans (1750-1822).